# Brough Superior
Brough Superior is een Brits historisch merk van motorfietsen.

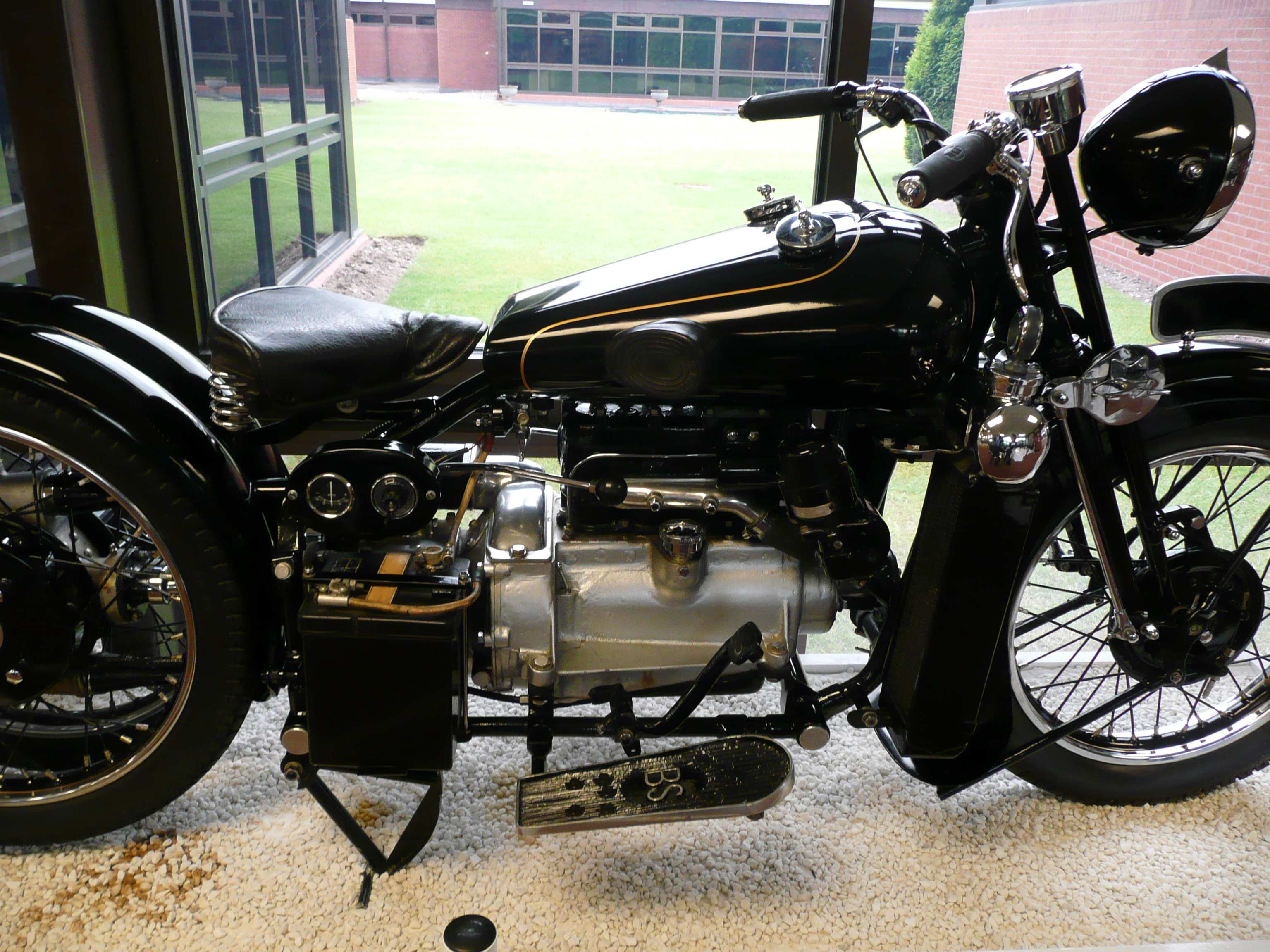
Brough Superior met Austin viercilinder motor uit 1932

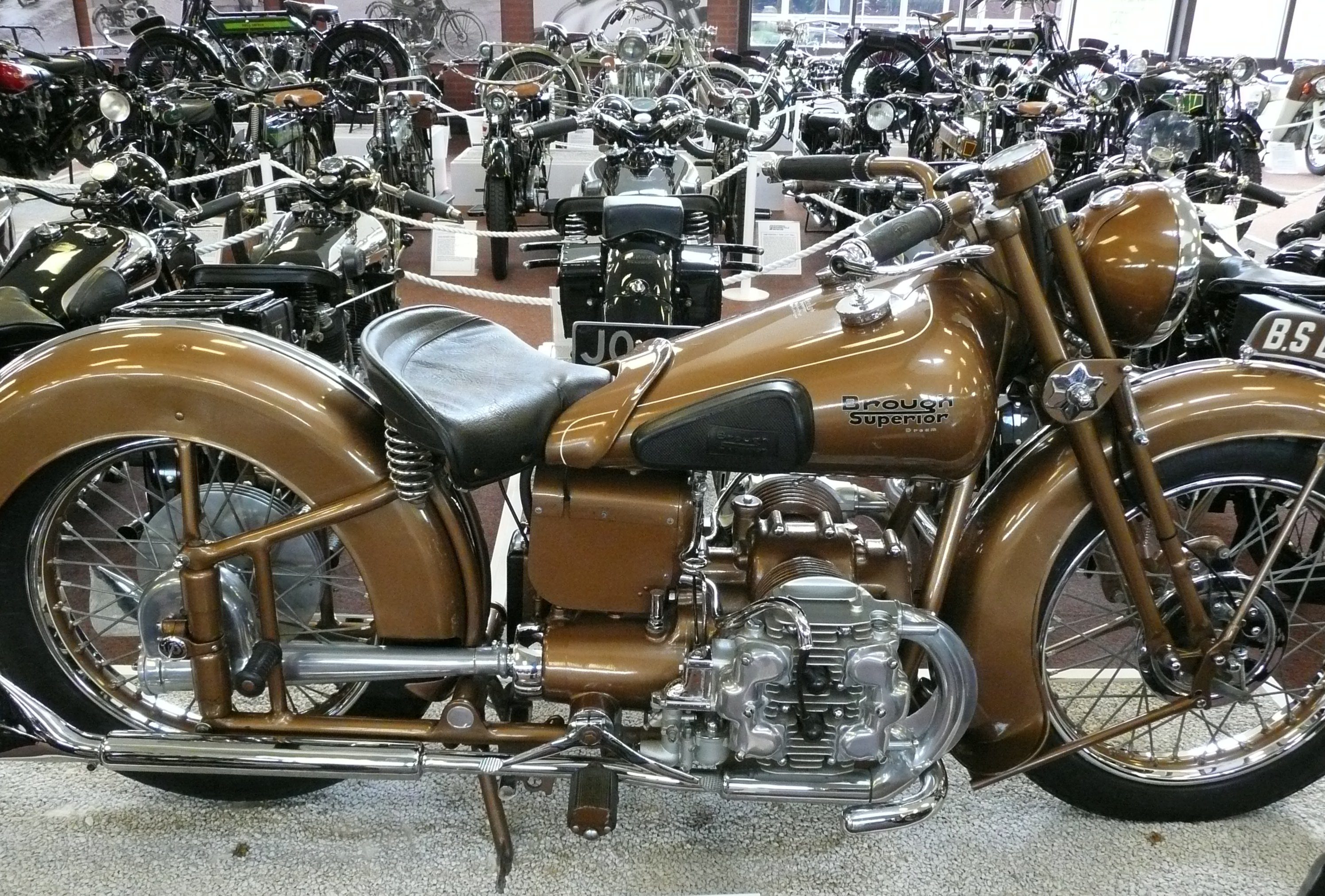
De Golden Dream met H-motor uit 1938

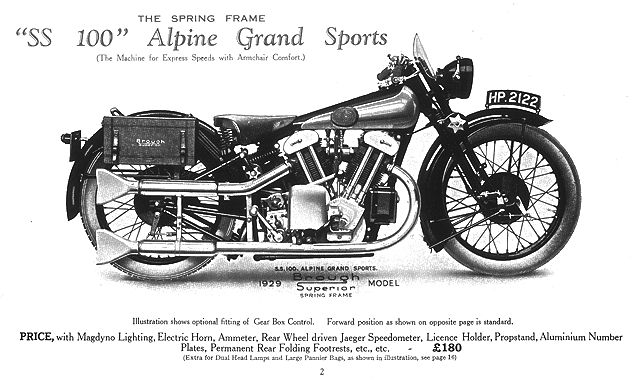
Advertentie uit 1929 voor de Brough Superior SS 100 Alpine Sports

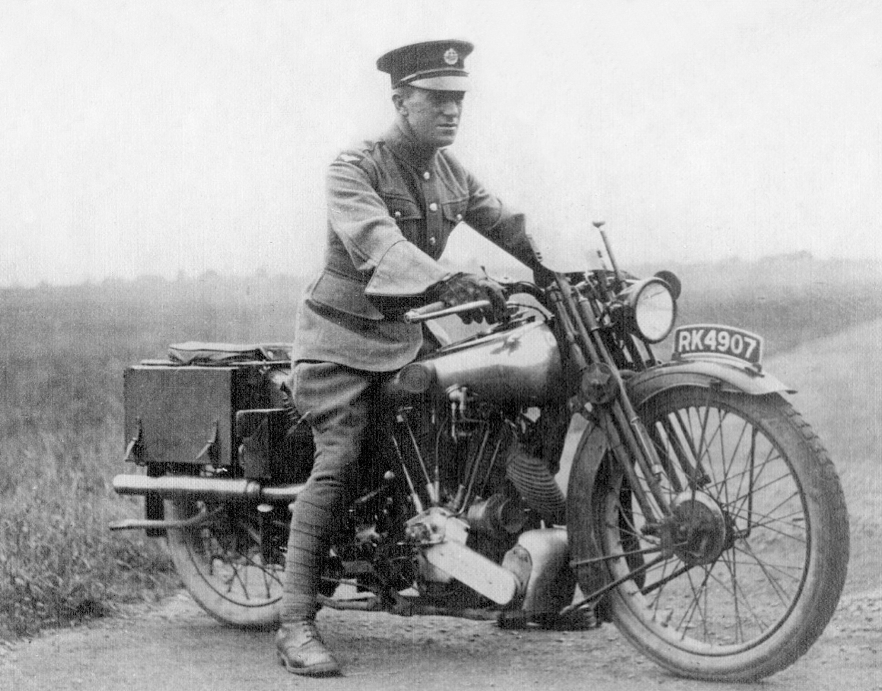
T.E. Lawrence was een grote fan van Brough Superior-motorfietsen

De bedrijfsnaam was: George Brough, Haydn Road, Nottingham, vanaf 1920 Vernon Road, Basford, Nottingham

## Geschiedenis
Het merk werd opgericht in 1920 door George Brough, die het bedrijf van zijn vader (Brough) verliet omdat hij motorfietsen wilde bouwen die kwalitatief boven de anderen uitstaken, ongeacht de prijs. Zijn beroemdste klant was Thomas Edward Lawrence, die diverse Brough Superiors bezat en in 1935 met een van deze motoren dodelijk verongelukte.
George Brough maakte nooit een eigen motorblok maar maakte gebruik van inbouwmotoren, en de eerste frames werden voor hem bij Montgomery in Coventry gebouwd. De meeste Superiors waren uitgerust met een JAP-V-twin, maar er werden ook MAG- en Matchless-blokken gebruikt. Deze blokken werden wel volgens Brough-specificaties gebouwd.

George experimenteerde met viercilinder V-, lijn- en boxermotoren. In 1931 testte hij een aangepaste Austin-796 cc automotor. Er zijn geen Brough Superior-eencilinders en ook geen motorfietsen onder de 500 cc gebouwd.
In 1938 werden vijf exemplaren gebouwd van de 1000 FA 2 Golden Dream met een H-motor. De motor was ontwikkeld door Harry Stevens, een van de oprichters van het merk AJS.
In 1940 eindigde de productie van motorfietsen omdat de fabriek nodig was voor de bouw van vliegtuigonderdelen voor Spitfires en Lancaster-bommenwerpers. Na de oorlog bleek het niet meer mogelijk de hoge kwaliteitsstandaard te handhaven en George besloot zijn fabriek te sluiten.
Intussen had hij vele innovaties bedacht, zoals flyscreens, zijkoffers, dubbele koplampen en valbeugels. Om de Brough en de Brough Superior uit elkaar te houden werden de machines Flat twin Brough (naar de door William Brough gebruikte ABC-boxermotor) en V-twin Brough (naar de door George Brough gebruikte JAP V-twin) genoemd.
Toen de Tweede Wereldoorlog uitbrak eindigde de productie van motorfietsen om plaats te maken voor die van de Rolls-Royce Merlin-vliegtuigmotoren. Na de oorlog kon Brough geen goede inbouwmotoren meer vinden en de productie van motorfietsen werd niet meer opgestart.

## Trivia
- In 1929 kocht Sir William Lyons een Brough Superior SS 100. Later noemde hij de eerste auto die hij zelf produceerde "SS1", tot ontevredenheid van George Brough. De beide S-en stonden echter voor Swallow Sidecars, het bedrijf van Lyons in 1923 mede had opgericht. Later zou dit bedrijf uitgroeien tot Jaguar Cars en zou er zelfs nog een SS 100 volgen. Toen was George Brough echter al bijgedraaid en de beide mannen waren goede vrienden geworden.

## Spot- en bijnamen
Two of everything:Een speciale uitvoering van de SS100 met JAP motor, waarbij alles dubbel was uitgevoerd: (de machine was uitgerust met een zeer uitgebreide accessoireset en had bovendien vier oliepompen: twee toevoer- en twee retour oliepompen, twee carburateurs en twee magneten, waarvan een uitgevoerd als magdyno).
Spit and Polish: Een SS80 fabriekssprinter (vanwege de vele nikkelen en vernikkelde onderdelen)
Brough Superior (algemeen): Rolls-Royce Of Motorcycles (een door de autofabriek Rolls-Royce officieel goedgekeurde reclameslogan).
Brufsup: Brough Superior (algemeen).